# Colostethus latinasus
Colostethus latinasus es una especie de anfibio anuro de la familia Dendrobatidae.

## Distribución geográfica
Esta especie habita:
- en los departamentos de Chocó y Córdoba en Colombia;
- en la provincia de Darién en Panamá en el Cerro Pirre en la Serranía de Pirre.[4]

## Descripción
El holotipo de Colostethus latinasus mide aproximadamente 75 mm. Su dorso es de color marrón. Una barra negra atraviesa el ojo. Su lado ventral es pálido y sin mancha.

## Publicación original
- Cope, 1863 : On Trachycephalus, Scaphiopus and other American Batrachia. Proceedings of the Academy of Natural Sciences of Philadelphia, vol. 15, p. 43-54[5]